# Pauline Dallmann
Pauline Dallmann (* 18. Februar 1998 in Dinslaken) ist eine deutsche Fußballspielerin. Ihre Zwillingsschwester Jule ist ebenso wie ihre ältere Schwester Linda ebenfalls Fußballspielerin.

## Karriere

### Vereine
Dallmann begann beim STV Hünxe mit dem Fußballspielen und gelangte über die Zwischenstation PSV Wesel-Lackhausen in die Jugendabteilung der SGS Essen. Mit Essens B-Juniorinnen trat sie ab der Spielzeit 2012/13 in der B-Juniorinnen-Bundesliga an und erreichte mit ihnen 2013/14 das Halbfinale der deutschen Meisterschaft. Im Sommer 2014 wechselte sie gemeinsam mit ihrer Zwillingsschwester zum 1. FFC Frankfurt, für dessen B-Juniorinnen sie ebenfalls spielte.  Von 2015 bis 2020 spielte sie für Borussia Mönchengladbach, in den Saisons 2016/17 und 2018/19 in der Bundesliga. In dieser Spielklasse bestritt sie 20 Punktspiele und debütierte am 4. September 2016 (1. Spieltag) bei der 0:8-Niederlage im Auswärtsspiel gegen den 1. FFC Frankfurt. In ihrer zweiten Bundesligasaison verpasste sie infolge eines Wadenbeinbruchs im Training nahezu die vollständige Rückrunde.
Im Jahr 2020 begab sie sich mit ihrer Schwester Jule nach Kleve zum dort ansässigen VfR Warbeyen, der in seine erste Drittligasaison ging.

### Nationalmannschaft
Dallmann bestritt zwischen 2012 und 2014 acht Länderspiele für die Nachwuchsnationalmannschaften des DFB in den Altersklassen U15, U16 und U17. Ihrem Debüt für die U15-Nationalmannschaft im Oktober 2012 folgten drei Einsätze für die U16-Nationalmannschaft sowie zuletzt ebenfalls drei für die U17-Nationalmannschaft, wobei ihr am 3. September 2014 in Enzesfeld-Lindabrunn beim 7:1-Sieg im Freundschaftsspiel gegen die U17-Nationalmannschaft Rumäniens mit dem Treffer zum Endstand in der 80. Minute ihr einziges Länderspieltor gelang.

## Erfolge
- Aufstieg in die Bundesliga als
  - Zweiter 2. Bundesliga Süd 2016 und Meister 2. Bundesliga 2018